# Festuca nitida
Festuca nitida är en gräsart som beskrevs av Pál Kitaibel. Festuca nitida ingår i släktet svinglar, och familjen gräs. Inga underarter finns listade i Catalogue of Life.